# دانیل هیپولیتو
دانیل هیپولیتو (به انگلیسی: Daniele Hypólito) ژیمناست زادهٔ ۸ سپتامبر ۱۹۸۴ میلادی اهل برزیل است.

## نگارخانه

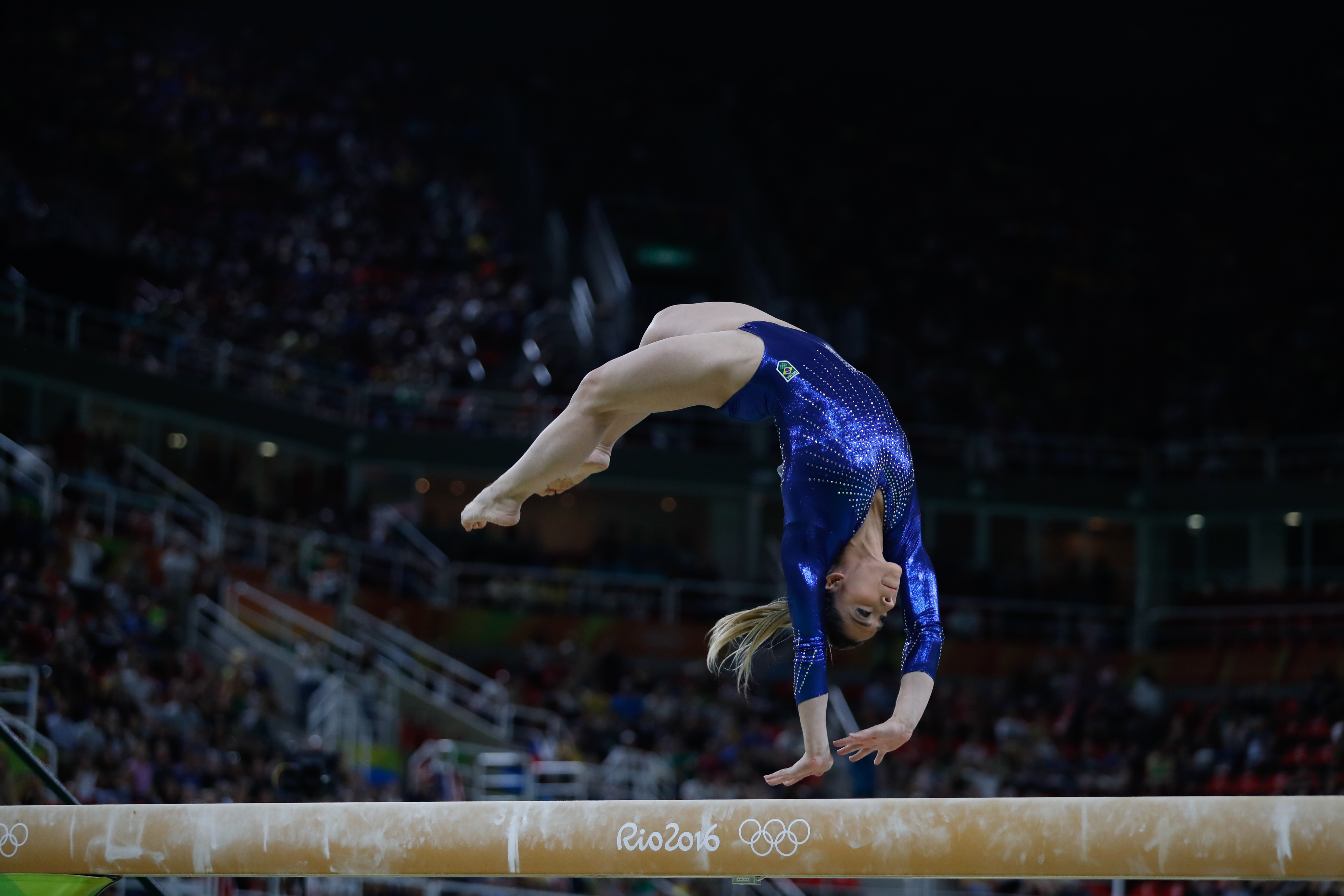
در حین زدن تکنیک نیم‌وارو
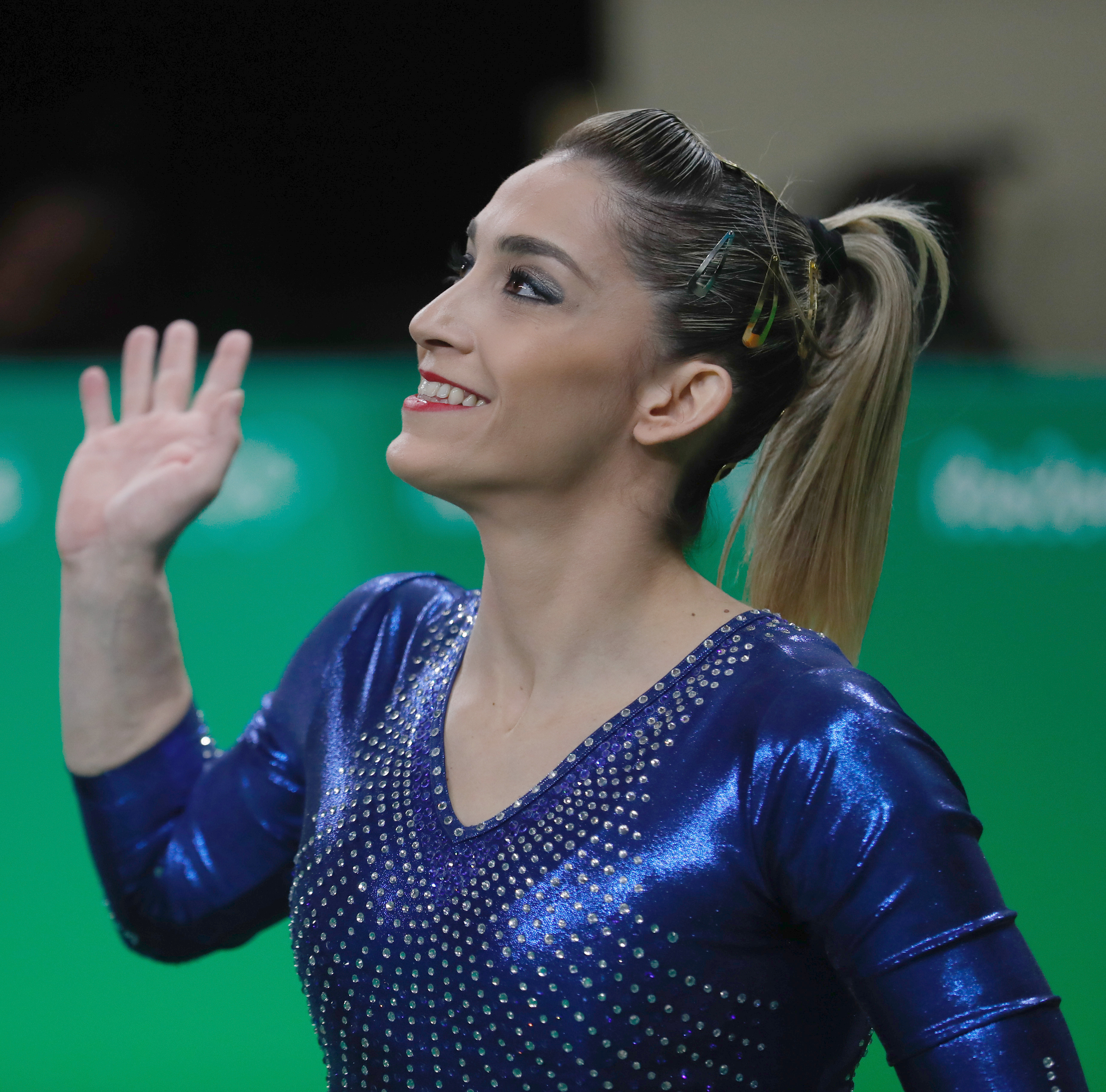